# Синтетическое суждение
Синтети́ческое сужде́ние — суждение, расширяющее и добавляющее информацию об объекте. Противоположностью синтетического суждения является аналитическое суждение. Истинность синтетических суждений может быть установлена «только в процессе их сопоставления с той реальностью, о которой они говорят». Примером синтетического суждения является утверждение «Все лебеди белые» (при условии что слово лебедь не подразумевает белый цвет птицы), поскольку оно обобщает и дает новую информацию о таком предмете как лебедь.
Впервые деление суждений на аналитические и синтетические предложил немецкий философ Иммануил Кант в своей работе «Критика чистого разума». Кант утверждал, что возможны как априорные (не зависящие от опыта), так и апостериорные (происходящие из опыта) синтетические суждения. Вопрос о том, как возможны истинные априорные синтетические суждения, является центральным в трансцендентальной философии Канта.
Разделение суждений на аналитические и синтетические взволновало европейскую философию, однако, последователи Канта не придавали ей особого значения, считая это разделение условным. В XX веке под влиянием работ Венского кружка широко обсуждалась проблема синтетичности математических высказываний. В отличие от Канта, члены кружка и их последователи (логические позитивисты и близкие к ним) считали предложения математики аналитическими и тавтологичными.